# 마음작용
마음작용(산스크리트어: caitta,
caitasika,
팔리어: cetasika)은 마음의 작용의 준말이며, 전통적인 불교식 정의에 따르면 '마음과 상응(相應)하는 법들'을 뜻한다. 전통적인 불교 용어로는 심소유법(心所有法), 심소법(心所法) 또는 심소(心所)라고 한다. 또한, 마음작용을 의식작용(意識作用) 또는 심리작용(心理作用) 또는 정신작용(精神作用)이라 부르기도 한다.
마음작용은 다음의 분류, 그룹 또는 체계의 한 요소이다.
- 고타마 붓다가 설한 5온(五蘊)의 법체계에서 수온(受蘊) · 상온(想蘊) · 행온(行蘊)의 3온에 속한다.
- 고타마 붓다가 설한 12처(十二處)의 법체계에서 법처(法處)에 속한다.
- 고타마 붓다가 설한 18계(十八界)의 법체계에서 법계(法界)에 속한다.
- 부파불교의 설일체유부의 5위 75법의 법체계에서 5위 가운데 심소법(心所法) 위(位: 그룹)에 해당한다. 총 46가지 법이 심소법에 속한다.[5]
- 대승불교의 유식유가행파와 법상종의 5위 100법의 법체계에서 5위 가운데 심소법(心所法) 위(位: 그룹)에 해당한다. 총 51가지 법이 심소법에 속한다.[5]

부파불교와 대승불교의 논서들에 따르면,
마음작용 즉 심소법은 '마음과 상응(相應)하는 법들'이라고 정의된다. 지각[受] · 표상[想] · 의지[思] 등과 같이 일반적으로도 의식작용이라고 쉽게 인정되는 것들뿐만 아니라, 번뇌(煩惱) · 선법(善法) · 선정(禪定) · 지혜(智慧) 등이 모두 마음작용에 속한다. 한편, 5온 가운데 행온에 속하면서도 이러한 범주에 속하지 않는 법들은 '마음과 상응하지 않는, 행온에 속한 법들'이라는 의미의 심불상응행법(心不相應行法)으로 분류된다.
대승불교의 유식유가행파와 법상종의 주요 논서인 《성유식론》에 따르면, 마음작용[心所]은 마음[心]을 발동근거로 하여 일어나고, 마음과 상응하며, 마음에 계속(繫屬)된 모든 법(法)을 통칭한다. 마음과 마음작용의 성질 · 작용 또는 기능상의 차이점으로는, 마음은 인식대상의 총상(總相: 전체적인 모습)을 취하고 마음작용은 인식대상의 총상과 더불어 그것의 별상(別相: 구체적인 모습)을 취한다. 말하자면, 《성유식론》의 비유에 따르면, 마음과 마음작용의 관계는 화가와 그 제자들이 그림을 그릴 때 스승인 화가가 전체적인 윤곽을 그리고 제자들이 각자 맡은 부분을 채색하는 것과 같다.

## 정의
마음작용의 다른 이름인 심소법(心所法)과 심소(心所)는 모두 '마음(6식 또는 8식, 즉 심왕, 즉 심법)이 소유한 법'이라는 뜻의 심소유법(心所有法)의 준말이다. 여기서 '소유(所有)'는 '가지고 있다'는 의미나 '일부분'이라는 의미보다는, 심왕(心王, 즉 마음, 즉 6식 또는 8식, 즉 심법)이 거느리는 권속(眷屬: 한 집에 거느리고 사는 식구) 또는 신하(臣下: 나랏일을 맡아 다스리는 자리를 담당하여, 임금을 섬기어 그 뜻에 따라 행하는 사람)의 뜻이 강하다.
마음(6식 또는 8식, 즉 심왕, 즉 심법)을 임금(심왕)이라 하고 마음작용(심소, 심소법)을 권속이나 신하(심소)라고 칭하는 명명법에는, 마음과 마음작용을 별개의 실체, 즉 별개의 법(法)으로 여기며 또한 이들 간의 관계가 종속적인 관계가 아니라 서로 평등한 관계일 수도 있다는 의미가 들어 있다. 실제로, 부파불교의 설일체유부에서는 마음(6식, 즉 심왕, 즉 심법)을 마음작용과는 별개의 실체인 것으로 보았으며 또한 서로 평등한 관계인 것으로 보았다. 따라서, 마음(6식 또는 8식, 즉 심왕, 즉 심법)이 개별 또는 다수의 마음작용과 상응(相應)함으로써 비로소 선악의 도덕적 내용까지 포함된 하나의 완전한 인식이 성립된다고 보았다.
반면, 모든 것이 마음(8식, 즉 심왕, 즉 심법)이 지어낸 것이라는 '일체유심조(一切唯心造)'의 입장에 있었던 유식유가행파와 법상종에서는 당연히 마음작용은 마음(8식, 즉 심왕, 즉 심법)이 지어낸 것이며 마음에 종속된 것이라고 보았다. 하지만, 마음작용은 현상계에서 실제로 작용하는 것이므로, 예를 들어 현상계에서 지각작용[受]과 표상작용[想]과 의지작용[思, 즉 行]이 다르고 또한 믿는 마음작용[信]과 믿지 않는 마음작용[不信]이 다르듯이, 현상계의 여러 마음작용들은 서로 확연히 차이가 있으며 또한 이들 마음작용들은 마음과도 그 성질이 확연히 구분된다고 보았다. 따라서 이들 여러 마음작용들을 별도의 실체로 보는 것이 타당하다고 보았다. 그리고 마음과 마음작용 사이에 작용하는 원리인 '마음과 마음작용의 상응(相應)'을 마치 별도의 실체인 것처럼 가설(假設: 임시로 설치함)할 수 있으며 이렇게 하는 것이 교의를 설명함에 있어 편리하다고 보았다. 이와 같은 입장에서, 유식유가행파와 법상종은 설일체유부의 5위 75법의 법체계에 나오는 용어의 대다수를 그대로 사용하면서도 다른 시각에서 일체 존재를 보면서 자신들의 5위 100법의 법체계를 성립시켰다.
위의 설명에서 나타난 바와 같이, 마음작용(심소법)은 《아비달마품류족론》에서처럼 '마음과 상응(相應)하는 법들'이라 정의할 수 있으며, 이 정의는 부파불교와 대승불교 모두에 통용된다.

## 개별 법의 설명

### 설일체유부

#### 아비달마품류족론
《아비달마품류족론》에서는 마음작용(심소법)을 '마음과 상응(相應)하는 법들'이라고 정의하고 있다.
그리고 마음작용에 속한 법들로는 아래 목록과 같은 법들이 있다고 말하고 있다. 아래 목록에서 보는 바와 같이
수(受: 지각) · 상(想: 표상) · 사(思: 의지) 등과 같이 일반적으로도 의식작용(意識作用)이라고 쉽게 인정되는 것들뿐만 아니라,
불선근(不善根) · 결(結) · 박(縛) · 전(纏) · 수면(隨眠) · 수번뇌(隨煩惱) 등의 번뇌(煩惱) 또는 불선법(不善法)과
선근(善根) · 신(信) · 근(勤) · 불방일(不放逸) 등의 선법(善法)과
염(念) · 정(定) 등의 선정(禪定)과
지(智) · 혜(慧) · 견(見) · 현관(現觀) 등의 지혜(智慧, 智慧)가 모두 마음작용에 속한다.
아래 목록은 《아비달마품류족론》에 나타난 순서대로 나열되어 있으며, 각각의 법에 대한 설명은 《아비달마품류족론》의 설명을 간략히 요약한 것이다.
1. 수(受): 영납성(領納性), 3수(三受)
2. 상(想): 취상성(取像性), 3상(三想)
3. 사(思): 심조작성(心造作性), 3사(三思)
4. 촉(觸): 3화합성(三和合性)
5. 작의(作意): 심경각성(心警覺性), 3작의(三作意)
6. 욕(欲): 요작성(樂作性)
7. 승해(勝解): 뛰어나게[勝] 앎[解]
8. 염(念); 심명기성(心明記性)
9. 정(定): 심일경성(心一境性)
10. 혜(慧): 심택법성(心擇法性)
11. 신(信): 심징정성(心澄淨性)
12. 근(勤): 심용한성(心勇悍性)
13. 심(尋): 심추동성(心麤動性)
14. 사(伺): 심세동성(心細動性)
15. 방일(放逸): 선법(善法)을 수행하지 않음
16. 불방일(不放逸): 선법(善法)을 수행함
17. 선근(善根): 무탐(無貪) · 무진(無瞋) · 무치(無癡)
18. 불선근(不善根): 탐(貪) · 진(瞋) · 치(癡)
19. 무기근(無記根): 무기애(無記愛) · 무기견(無記見) · 무기만(無記慢) · 무기무명(無記無明)
20. 결(結: 9가지)
  1. 애결(愛結): 3계(三界)를 탐(貪)하는 것
  2. 에결(恚結): 유정에게 손해(損害)를 끼치는 것
  3. 만결(慢結: 7가지)
    1. 만(慢): 자기보다 열등한 이에 대해 자기가 더 뛰어나다는 생각을 일으키거나 또는 자기와 동등한 이에 대해 자기와 동등하다는 생각을 일으켜 자신을 높이고 뽐내거나 스스로 자부하면서 다른 사람을 업신여김
    2. 과만(過慢): 자기와 동등한 이에 대해 자기가 더 뛰어나다는 생각을 일으키거나 또는 자기보다 더 뛰어난 이에 대해 자기와 동등하다는 생각을 일으켜 자신을 높이고 뽐내거나 스스로 자부하면서 다른 사람을 업신여김
    3. 만과만(慢過慢): 자기보다 더 뛰어난 이에 대해 자기가 더 뛰어나다는 생각을 일으켜 자신을 높이고 뽐내거나 스스로 자부하면서 다른 사람을 업신여김
    4. 아만(我慢): 5취온 등을 보고 나[我]와 내 것[我所]이라고 집착하여 자신을 높이고 뽐내거나 스스로 자부하면서 다른 사람을 업신여김
    5. 증상만(增上慢): 아직 증득하지 못한 상위의 뛰어난 법을 증득했다는 생각을 일으켜 자신을 높이고 뽐내거나 스스로 자부하면서 다른 사람을 업신여김
    6. 비만(卑慢): 자기보다 훨씬 더 뛰어난 이에 대해 자기가 조금 열등하다는 생각을 일으켜 자신을 높이고 뽐내거나 스스로 자부하면서 다른 사람을 업신여김
    7. 사만(邪慢): 실제로는 덕이 없는 것을 덕이 있는 것이라고 착각하여 자신을 높이고 뽐내거나 스스로 자부하면서 다른 사람을 업신여김

  4. 무명결(無明結): 3계에 대한 무지(無智)
  5. 견결(見結: 3가지)
    1. 유신견(有身見): 5취온 등을 보고 나와 내 것이라고 집착하는 것
    2. 변집견(邊執見): 5취온 등을 보고 아주 소멸되는 것 또는 영원한 것이라고 집착하는 것
    3. 사견(邪見): 원인 · 결과 혹은 작용을 비방하거나 실사(實事: 실제의 일)를 파괴하는 견해

  6. 취결(取結: 2가지)
    1. 견취(見取): 5취온 등을 최상이라거나 뛰어난 것이라거나 으뜸이라거나 지극한 것이라고 집착하는 것
    2. 계금취(戒禁取): 5취온에 대해 청정 · 해탈 · 출리(出離: 벗어남)를 일으킬 수 있는 것이라고 집착하는 것

  7. 의결(疑結): 진리[諦]에 대한 유예
  8. 질결(嫉結): 질투와 꺼림
  9. 간결(慳結): 비루와 인색
21. 박(縛): 모든 결(結)을 또한 박(縛)이라고도 함, 또한 3박(三縛)이 있음
22. 수면(隨眠: 7종 98가지)
  1. 욕탐수면(欲貪隨眠: 5가지)
    1. 욕계계(欲界繫)로서의 견고소단(見苦所斷)의 탐(貪)
    2. 욕계계(欲界繫)로서의 견집소단(見集所斷)의 탐(貪)
    3. 욕계계(欲界繫)로서의 견멸소단(見滅所斷)의 탐(貪)
    4. 욕계계(欲界繫)로서의 견도소단(見道所斷)의 탐(貪)
    5. 욕계계(欲界繫)로서의 수도소단(修道所斷)의 탐(貪)

  2. 진수면(瞋隨眠: 5가지) - 수면의 누적 개수는 10가지
    1. 욕계계(欲界繫)로서의 견고소단(見苦所斷)의 진(瞋)
    2. 욕계계(欲界繫)로서의 견집소단(見集所斷)의 진(瞋)
    3. 욕계계(欲界繫)로서의 견멸소단(見滅所斷)의 진(瞋)
    4. 욕계계(欲界繫)로서의 견도소단(見道所斷)의 진(瞋)
    5. 욕계계(欲界繫)로서의 수도소단(修道所斷)의 진(瞋)

  3. 유탐수면(有貪隨眠: 10가지) - 수면의 누적 개수는 20가지
    1. 색계계(色界繫)로서의 견고소단(見苦所斷)의 탐(貪)
    2. 색계계(色界繫)로서의 견집소단(見集所斷)의 탐(貪)
    3. 색계계(色界繫)로서의 견멸소단(見滅所斷)의 탐(貪)
    4. 색계계(色界繫)로서의 견도소단(見道所斷)의 탐(貪)
    5. 색계계(色界繫)로서의 수도소단(修道所斷)의 탐(貪)
    6. 무색계계(無色界繫)로서의 견고소단(見苦所斷)의 탐(貪)
    7. 무색계계(無色界繫)로서의 견집소단(見集所斷)의 탐(貪)
    8. 무색계계(無色界繫)로서의 견멸소단(見滅所斷)의 탐(貪)
    9. 무색계계(無色界繫)로서의 견도소단(見道所斷)의 탐(貪)
    10. 무색계계(無色界繫)로서의 수도소단(修道所斷)의 탐(貪)

  4. 만수면(慢隨眠: 15가지) - 수면의 누적 개수는 35가지
    1. 욕계계(欲界繫)로서의 견고소단(見苦所斷)의 만(慢)
    2. 욕계계(欲界繫)로서의 견집소단(見集所斷)의 만(慢)
    3. 욕계계(欲界繫)로서의 견멸소단(見滅所斷)의 만(慢)
    4. 욕계계(欲界繫)로서의 견도소단(見道所斷)의 만(慢)
    5. 욕계계(欲界繫)로서의 수도소단(修道所斷)의 만(慢)
    6. 색계계(色界繫)로서의 견고소단(見苦所斷)의 만(慢)
    7. 색계계(色界繫)로서의 견집소단(見集所斷)의 만(慢)
    8. 색계계(色界繫)로서의 견멸소단(見滅所斷)의 만(慢)
    9. 색계계(色界繫)로서의 견도소단(見道所斷)의 만(慢)
    10. 색계계(色界繫)로서의 수도소단(修道所斷)의 만(慢)
    11. 무색계계(無色界繫)로서의 견고소단(見苦所斷)의 만(慢)
    12. 무색계계(無色界繫)로서의 견집소단(見集所斷)의 만(慢)
    13. 무색계계(無色界繫)로서의 견멸소단(見滅所斷)의 만(慢)
    14. 무색계계(無色界繫)로서의 견도소단(見道所斷)의 만(慢)
    15. 무색계계(無色界繫)로서의 수도소단(修道所斷)의 만(慢)

  5. 무명수면(無明隨眠: 15가지) - 수면의 누적 개수는 50가지
    1. 욕계계(欲界繫)로서의 견고소단(見苦所斷)의 무명(無明)
    2. 욕계계(欲界繫)로서의 견집소단(見集所斷)의 무명(無明)
    3. 욕계계(欲界繫)로서의 견멸소단(見滅所斷)의 무명(無明)
    4. 욕계계(欲界繫)로서의 견도소단(見道所斷)의 무명(無明)
    5. 욕계계(欲界繫)로서의 수도소단(修道所斷)의 무명(無明)
    6. 색계계(色界繫)로서의 견고소단(見苦所斷)의 무명(無明)
    7. 색계계(色界繫)로서의 견집소단(見集所斷)의 무명(無明)
    8. 색계계(色界繫)로서의 견멸소단(見滅所斷)의 무명(無明)
    9. 색계계(色界繫)로서의 견도소단(見道所斷)의 무명(無明)
    10. 색계계(色界繫)로서의 수도소단(修道所斷)의 무명(無明)
    11. 무색계계(無色界繫)로서의 견고소단(見苦所斷)의 무명(無明)
    12. 무색계계(無色界繫)로서의 견집소단(見集所斷)의 무명(無明)
    13. 무색계계(無色界繫)로서의 견멸소단(見滅所斷)의 무명(無明)
    14. 무색계계(無色界繫)로서의 견도소단(見道所斷)의 무명(無明)
    15. 무색계계(無色界繫)로서의 수도소단(修道所斷)의 무명(無明)

  6. 견수면(見隨眠: 36가지) - 수면의 누적 개수는 86가지
    1. 욕계계(欲界繫)로서의 12가지 견(見)
      1. 욕계계(欲界繫)로서의 유신견(有身見)
      2. 욕계계(欲界繫)로서의 변집견(邊執見)
      3. 욕계계(欲界繫)로서의 견고소단(見苦所斷)의 사견(邪見)
      4. 욕계계(欲界繫)로서의 견집소단(見集所斷)의 사견(邪見)
      5. 욕계계(欲界繫)로서의 견멸소단(見滅所斷)의 사견(邪見)
      6. 욕계계(欲界繫)로서의 견도소단(見道所斷)의 사견(邪見)
      7. 욕계계(欲界繫)로서의 견고소단(見苦所斷)의 견취(見取)
      8. 욕계계(欲界繫)로서의 견집소단(見集所斷)의 견취(見取)
      9. 욕계계(欲界繫)로서의 견도소단(見道所斷)의 견취(見取)
      10. 욕계계(欲界繫)로서의 견멸소단(見滅所斷)의 견취(見取)
      11. 욕계계(欲界繫)로서의 견고소단(見苦所斷)의 계금취(戒禁取)
      12. 욕계계(欲界繫)로서의 견도소단(見道所斷)의 계금취(戒禁取)

    2. 색계계(色界繫)로서의 12가지 견(見)
      1. 색계계(色界繫)로서의 유신견(有身見)
      2. 색계계(色界繫)로서의 변집견(邊執見)
      3. 색계계(色界繫)로서의 견고소단(見苦所斷)의 사견(邪見)
      4. 색계계(色界繫)로서의 견집소단(見集所斷)의 사견(邪見)
      5. 색계계(色界繫)로서의 견멸소단(見滅所斷)의 사견(邪見)
      6. 색계계(色界繫)로서의 견도소단(見道所斷)의 사견(邪見)
      7. 색계계(色界繫)로서의 견고소단(見苦所斷)의 견취(見取)
      8. 색계계(色界繫)로서의 견집소단(見集所斷)의 견취(見取)
      9. 색계계(色界繫)로서의 견도소단(見道所斷)의 견취(見取)
      10. 색계계(色界繫)로서의 견멸소단(見滅所斷)의 견취(見取)
      11. 색계계(色界繫)로서의 견고소단(見苦所斷)의 계금취(戒禁取)
      12. 색계계(色界繫)로서의 견도소단(見道所斷)의 계금취(戒禁取)

    3. 무색계계(無色界繫)로서의 12가지 견(見)
      1. 무색계계(無色界繫)로서의 유신견(有身見)
      2. 무색계계(無色界繫)로서의 변집견(邊執見)
      3. 무색계계(無色界繫)로서의 견고소단(見苦所斷)의 사견(邪見)
      4. 무색계계(無色界繫)로서의 견집소단(見集所斷)의 사견(邪見)
      5. 무색계계(無色界繫)로서의 견멸소단(見滅所斷)의 사견(邪見)
      6. 무색계계(無色界繫)로서의 견도소단(見道所斷)의 사견(邪見)
      7. 무색계계(無色界繫)로서의 견고소단(見苦所斷)의 견취(見取)
      8. 무색계계(無色界繫)로서의 견집소단(見集所斷)의 견취(見取)
      9. 무색계계(無色界繫)로서의 견도소단(見道所斷)의 견취(見取)
      10. 무색계계(無色界繫)로서의 견멸소단(見滅所斷)의 견취(見取)
      11. 무색계계(無色界繫)로서의 견고소단(見苦所斷)의 계금취(戒禁取)
      12. 무색계계(無色界繫)로서의 견도소단(見道所斷)의 계금취(戒禁取)

  7. 의수면(疑隨眠: 12가지) - 수면의 누적 개수는 98가지
    1. 욕계계(欲界繫)로서의 견고소단(見苦所斷)의 의(疑)
    2. 욕계계(欲界繫)로서의 견집소단(見集所斷)의 의(疑)
    3. 욕계계(欲界繫)로서의 견멸소단(見滅所斷)의 의(疑)
    4. 욕계계(欲界繫)로서의 견도소단(見道所斷)의 의(疑)
    5. 색계계(色界繫)로서의 견고소단(見苦所斷)의 의(疑)
    6. 색계계(色界繫)로서의 견집소단(見集所斷)의 의(疑)
    7. 색계계(色界繫)로서의 견멸소단(見滅所斷)의 의(疑)
    8. 색계계(色界繫)로서의 견도소단(見道所斷)의 의(疑)
    9. 무색계계(無色界繫)로서의 견고소단(見苦所斷)의 의(疑)
    10. 무색계계(無色界繫)로서의 견집소단(見集所斷)의 의(疑)
    11. 무색계계(無色界繫)로서의 견멸소단(見滅所斷)의 의(疑)
    12. 무색계계(無色界繫)로서의 견도소단(見道所斷)의 의(疑)
23. 수번뇌(隨煩惱): ① 모든 수면(隨眠) 즉 7수면(七隨眠) 즉 98가지 근본번뇌와 ② 수면(隨眠)을 제외한 모든 오염된 행온(行蘊)의 마음작용
24. 전(纏): 혼침(惛沈) · 도거(掉擧) · 수면(睡眠) · 악작(惡作) · 질(嫉) · 간(慳) · 무참(無慙) · 무괴(無愧)의 8전(八纏)
25. 모든 지(智): 10지(十智)
  1. 법지(法智): 욕계계(欲界繫)로서의 제행(諸行), 욕계계로서의 제행의 원인, 욕계계로서의 제행의 소멸, 욕계계로서의 제행의 소멸에 이르는 길을 소연(所緣)으로 하는 모든 무루지(無漏智). 또한 법지와 법지지(法智地)를 소연으로 하는 무루지도 법지에 속한다.
  2. 유지: 색계계(色界繫) 혹은 무색계계(無色界繫)로서의 제행(諸行), 색계계 혹은 무색계계로서의 제행의 원인, 색계계 혹은 무색계계로서의 제행의 소멸, 색계계 혹은 무색계계로서의 제행의 소멸에 이르는 길을 소연(所緣)으로 하는 모든 무루지(無漏智). 또한 유지와 유지지(類智地)를 소연으로 하는 무루지도 유지에 속한다.
  3. 타심지(他心智): 욕계계(欲界繫)와 색계계(色界繫)와 화합하여 눈앞에 나타나는 다른 이의 마음과 마음작용을 '아는 지혜[智]'와 무루의 일부인 다른 이의 마음과 마음작용을 '아는 지혜'를 통칭하는 것으로, 지혜를 닦는 가행(加行)을 통해 획득하고 성취할 수 있는 지혜
  4. 세속지(世俗智): 모든 유루혜(有漏慧)
  5. 고지(苦智): 5취온에 대하여 비상(非常) · 고(苦) · 공(空) · 비아(非我)라고 사유함으로써 일으킨 무루지
  6. 집지(集智): 유루라는 원인에 대하여 인(因) · 집(集) · 생(生) · 연(緣)이라고 사유함으로써 일으킨 무루지(無漏智)
  7. 멸지(滅智): 택멸(擇滅)에 대하여 멸(滅) · 정(靜) · 묘(妙) · 리(離)라고 사유함으로써 일으킨 무루지
  8. 도지(道智): 성도(聖道)에 대하여 도(道) · 여(如) · 행(行) · 출(出)이라고 사유함으로써 일으킨 무루지
  9. 진지(盡智): "나는 이미 괴로움을 알았다. 나는 이미 괴로움의 원인을 끊었다. 나는 이미 괴로움의 소멸을 증득하였다. 나는 이미 괴로움의 소멸에 이르는 길을 닦았다."라고 스스로 두루 알아서, 이러한 변지(遍知)의 상태로부터 일어나는 모든 지(智) · 견(見) · 명(明) · 각(覺) · 해(解) · 혜(慧) · 광(光) · 관(觀) (참고: 혜의 8가지 다른 이름)
  10. 무생지(無生智): "나는 이미 괴로움을 알았으므로 다시 더 알아야 할 괴로움이 없다. 나는 이미 괴로움의 원인을 끊었으므로 다시 더 끊어야 할 괴로움의 원인이 없다. 나는 이미 괴로움의 소멸을 증득하였으므로 다시는 더 증득해야 할 괴로움의 소멸이 없다. 나는 이미 괴로움의 소멸에 이르는 길을 닦았으므로 다시는 더 닦아야 할 괴로움의 소멸에 이르는 길이 없다."라고 스스로 두루 알아서, 이러한 변지(遍知)의 상태로부터 일어나는 모든 지(智) · 견(見) · 명(明) · 각(覺) · 해(解) · 혜(慧) · 광(光) · 관(觀) (참고: 혜의 8가지 다른 이름)
26. 모든 견(見): 모든 지(智)와 모든 인(忍). 견(見)은 지(智)를 포함하는 개념이다. 견(見)이면서 지(智)가 아닌 것을 인(忍)이라고 한다. 인(忍)에는 고법지인(苦法智忍) · 고류지인(苦類智忍) · 집법지인(集法智忍) · 집류지인(集類智忍) · 멸법지인(滅法智忍) · 멸류지인(滅類智忍) · 도법지인(道法智忍) · 도류지인(道類智忍)의 8인(八忍)이 있다.
27. 모든 현관(現觀): 모든 지(智)와 견(見)을 통칭
28. 기타: 위에 열거한 법들 외의 마음과 상응하는 법들이 마음작용(심소법)에 속한다.

### 유식유가행파

#### 대승오온론·광오온론
《대승오온론》에서는 마음작용[心所法, 心法]이란 마음과 상응(相應)하는 모든 법(法)을 통칭하는 것이라고 정의하고 있다.
그리고 마음작용에 속한 법들로는 아래 목록과 같이 촉(觸) · 작의(作意)에서 심(尋) · 사(伺)까지 총 51가지의 법들이 있다고 말하고 있다. 또한 이들 51가지 법들을 변행심소(遍行心所: 5가지) · 별경심소(別境心所: 5가지) · 선심소(善心所: 11가지) · 번뇌심소(煩惱心所: 6가지) · 수번뇌심소(隨煩惱心所: 20가지) · 불결정심소(不決定心所: 4가지)로 나누고 있다.
아래 목록은 《대승오온론》과 《대승광오온론》에 나타난 순서대로 나열되어 있으며, 각각의 법에 대한 설명은 《대승오온론》과 《대승광오온론》의 설명을 간략히 요약한 것이다.
1. 변행심소(遍行心所: 5가지)
  1. (1) 촉(觸): 3사(三事)의 화합과 분별
  2. (2) 작의(作意): 마음의 발오(發悟)
  3. (3) 수(受): 영납(領納: 감수작용)
  4. (4) 상(想): 취상(取相: 표상작용)
  5. (5) 사(思): 의업(意業: 정신적 행위)을 지음
2. 별경심소(別境心所: 5가지)
  1. (6) 욕(欲): 가애사(可愛事)를 희망(希望)함
  2. (7) 승해(勝解): 결정사(決定事)를 인가(印可)함
  3. (8) 염(念): 관습사(串習事)를 불망(不忘: 잊지 않음)하고 명기(明記: 분명히 기억함)함
  4. (9) 삼마지(三摩地): 마음으로 하여금 소관사(所觀事)와 하나가 되어 산란하지 않게 함[令心一境不散]
  5. (10) 혜(慧): 소관사(所觀事)에 대해 택법(擇法)을 행함
3. 선심소(善心所: 11가지)
  1. (11) 신(信):
  2. (12) 참(慚):
  3. (13) 괴(愧):
  4. (14) 무탐선근(無貪善根):
  5. (15) 무진선근(無瞋善根):
  6. (16) 무치선근(無癡善根):
  7. (17) 정진(精進):
  8. (18) 경안(輕安):
  9. (19) 불방일(不放逸):
  10. (20) 사(捨):
  11. (21) 불해(不害):
4. 번뇌심소(煩惱心所: 6가지)
  1. (22) 탐(貪):
  2. (23) 진(瞋):
  3. (24) 만(慢): 
    1. (24.1) 만(慢):
    2. (24.2) 과만(過慢):
    3. (24.3) 만과만(慢過慢):
    4. (24.4) 아만(我慢):
    5. (24.5) 증상만(增上慢):
    6. (24.6) 비만(卑慢):
    7. (24.7) 사만(邪慢):

  4. (25) 무명(無明):
  5. (26) 견(見): 
    1. (26.1) 살가야견(薩迦耶見):
    2. (26.2) 변집견(邊執見):
    3. (26.3) 사견(邪見):
    4. (26.4) 견취(見取):
    5. (26.5) 계금취(戒禁取):

  6. (27) 의(疑):
5. 수번뇌심소(隨煩惱心所: 20가지)
  1. (28) 분(忿):
  2. (29) 한(恨):
  3. (30) 부(覆):
  4. (31) 뇌(惱):
  5. (32) 질(嫉):
  6. (33) 간(慳):
  7. (34) 광(誑):
  8. (35) 첨(諂):
  9. (36) 교(憍):
  10. (37) 해(害):
  11. (38) 무참(無慚):
  12. (39) 무괴(無愧):
  13. (40) 혼침(惛沈):
  14. (41) 도거(掉舉):
  15. (42) 불신(不信):
  16. (43) 해태(懈怠):
  17. (44) 방일(放逸):
  18. (45) 망념(忘念):
  19. (46) 산란(散亂):
  20. (47) 부정지(不正知):
6. 불결정심소(不決定心所: 4가지)
  1. (48) 악작(惡作):
  2. (49) 수면(睡眠):
  3. (50) 심(尋):
  4. (51) 사(伺):

## 같이 보기
- 번뇌
- 행 (불교)
- 불선근

## 참고 문헌
- 곽철환 (2003). 《시공 불교사전》. 시공사 / 네이버 지식백과. |title=에 외부 링크가 있음 (도움말)
- 권오민 (2003). 《아비달마불교》. 민족사.
- 세우 지음, 현장 한역, 송성수 번역 (K.949, T.1542). 《아비달마품류족론》. 한글대장경 검색시스템 - 전자불전연구소 / 동국역경원. K.949(25-149), T.1542(26-692). |title=에 외부 링크가 있음 (도움말)
- 세친 지음, 현장 한역, 권오민 번역 (K.955, T.1558). 《아비달마구사론》. 한글대장경 검색시스템 - 전자불전연구소 / 동국역경원. K.955(27-453), T.1558(29-1). |title=에 외부 링크가 있음 (도움말)
- 운허.  동국역경원 편집, 편집. 《불교 사전》. |title=에 외부 링크가 있음 (도움말)
- 호법 등 지음, 현장 한역, 김묘주 번역 (K.614, T.1585). 《성유식론》. 한글대장경 검색시스템 - 전자불전연구소 / 동국역경원. K.614(17-510), T.1585(31-1). |title=에 외부 링크가 있음 (도움말)
- 황욱 (1999). 《무착[Asaṅga]의 유식학설 연구》. 동국대학원 불교학과 박사학위논문.
- (중국어) 星雲. 《佛光大辭典(불광대사전)》 3판. |title=에 외부 링크가 있음 (도움말)
- (중국어) 세우 조, 현장 한역 (T.1542). 《아비달마품류족론(阿毘達磨品類足論)》. 대정신수대장경. T26, No. 1542, CBETA. |title=에 외부 링크가 있음 (도움말)
- (중국어) 세친 조, 현장 한역 (T.1558). 《아비달마구사론(阿毘達磨俱舍論)》. 대정신수대장경. T29, No. 1558, CBETA. |title=에 외부 링크가 있음 (도움말)
- (중국어) 호법 등 지음, 현장 한역 (T.1585). 《성유식론(成唯識論)》. 대정신수대장경. T31, No. 1585, CBETA. |title=에 외부 링크가 있음 (도움말)

## 주해
1. ↑  《아비달마품류족론》에 나오는 마음작용(심소법) 각각에 대한 보다 자세한 설명과 개별 출처 페이지는 마음작용 (아비달마품류족론) 문서를 참조하십시오.
2. ↑  《대승오온론》과 《대승광오온론》에 나오는 마음작용(심소법) 각각에 대한 보다 자세한 설명과 개별 출처 페이지는 마음작용 (대승오온론·광오온론) 문서를 참조하십시오.